# Xã Zippel, Quận Lake of the Woods, Minnesota
Xã Zippel (tiếng Anh: Zippel Township) là một xã thuộc quận Lake of the Woods, tiểu bang Minnesota, Hoa Kỳ. Năm 2010, dân số của xã này là 118 người.